# Élections générales sud-africaines de 1920
Les élections générales sud-africaines du 10 mars 1920 sont les troisièmes élections législatives organisées en Union d'Afrique du Sud depuis la constitution du Dominion en 1910. 

Ces élections s'illustrent par un paysage électoral fragmenté. Pour la première fois, le parti national de James B. Hertzog devient la première force politique de la chambre de l'assemblée du parlement sud-africain mais il n'obtient pas la majorité absolue. Sans allié possible parmi les autres forces politiques, il ne peut constituer un gouvernement et est contraint de rester dans l'opposition, permettant le maintien au pouvoir du parti sud-africain de Jan Smuts, arrivé deuxième, qui est parvenu à constituer une coalition gouvernementale avec le parti unioniste (3e) et d'avoir ainsi une majorité absolue des sièges à l'assemblée. 
Ces élections sont aussi marquées par la montée en puissance du parti travailliste.

## Mode de scrutin
La chambre de l'assemblée du parlement sud-africain compte 134 sièges en 1920. 
En application du South Africa Act de 1910, le suffrage électoral est réservé aux hommes blancs âgés de plus de 21 ans. Selon les modalités définies dans chaque province, des restrictions censitaires relatives aux revenus et aux biens subsistent cependant pour cette catégorie de population. Dans la province du Cap, un système de franchise électorale non raciale, hérité de la colonie du Cap et basé sur l'instruction, le salaire et la propriété, permet aux hommes de couleurs (coloureds et noirs) de bénéficier également du droit de vote et d'émarger sur les mêmes listes électorales que les blancs. Un système similaire plus restrictif existe aussi au Natal. 

Le mode de scrutin appliqué depuis la formation de l'Union d'Afrique du Sud est celui du scrutin uninominal majoritaire à un tour par circonscriptions. Son avantage est de permettre l'élection d'un candidat qui aura obtenu le plus de voix sur sa circonscription électorale mais son principal défaut est aussi de permettre l'élection d'un candidat qui peut se révéler minoritaire quand il n'a pas obtenu plus de 50 % des voix. 
La délimitation des circonscriptions électorales a été modifiée en 1919. 
| Provinces        | province du Cap | Natal | État libre d'Orange | Transvaal | Total |
| ---------------- | --------------- | ----- | ------------------- | --------- | ----- |
| Nombre de sièges | 51              | 17    | 17                  | 49        | 134   |

## Forces politiques en présence
Le Parti sud-africain (SAP) est au pouvoir depuis 1910. Le premier ministre Jan Smuts a succédé à Louis Botha à la mort soudaine de celui-ci en 1919. C'est un parti modéré, dont l'objectif est de favoriser la réconciliation politique, économique et sociale entre blancs anglophones et les Afrikaners). 
Le parti unioniste est un parti pro-britannique dont l'opposition au parti sud-africain est plus théorique que réelle. 
Le Parti national (NP) s'est constitué en 1914 sur un programme pro-Afrikaans d'indépendance nationale teintée de républicanisme. Il est favorable à un renforcement de la ségrégation raciale sur le marché du travail, notamment dans les grands centres industriels du Witwatersrand. Son programme reste L'Afrique du Sud d'abord (South Africa First). 
Les quelques partis noirs existant comme le congrès national africain ne concourent pas à ces élections et leurs aspirations ne sont pas un sujet électoral pour les partis blancs. 

## Contexte électoral
Depuis la fin de la Première Guerre mondiale, l'Afrique du Sud fait face à une détérioration de son économie (inflation, cours de l'or élevé, urbanisation accélérée des populations pauvres afrikaners et noires, montée de la précarité et du chômage) tandis que la ségrégation raciale est remise en cause dans le secteur minier et industriel provoquant des grèves et des émeutes. Tous ces problèmes sont habilement exploités par le parti national et par les travaillistes dont les intérêts politiques convergent de plus en plus dans la volonté de faire battre Jan Smuts et le parti sud-africain. 

## Résultats
Au soir des élections marquée par une participation de 66,9% des électeurs inscrits, le Parti sud-africain est défait mais le parti national, vainqueur, n'obtient pas la majorité absolue ni en sièges ni en voix. Il est même isolé face aux deux autres principales forces politiques du parlement que sont le parti sud-africain et le parti unioniste, pourtant tous deux en pertes de vitesse. Quant au parti travailliste, il refuse toute alliance. 
Finalement, le parti sud-africain s'allie avec le parti unioniste pour former un gouvernement majoritaire. Les deux partis fusionneront rapidement afin d'affronter des élections générales anticipées en 1921. 